# Entyposis impressa
Entyposis impressa är en skalbaggsart som beskrevs av Hermann Julius Kolbe 1894. Entyposis impressa ingår i släktet Entyposis och familjen Melolonthidae. Inga underarter finns listade i Catalogue of Life.